# Dimethyldisulfid
Dimethyldisulfid ist eine chemische Verbindung aus der Gruppe der organischen Disulfide.

## Vorkommen

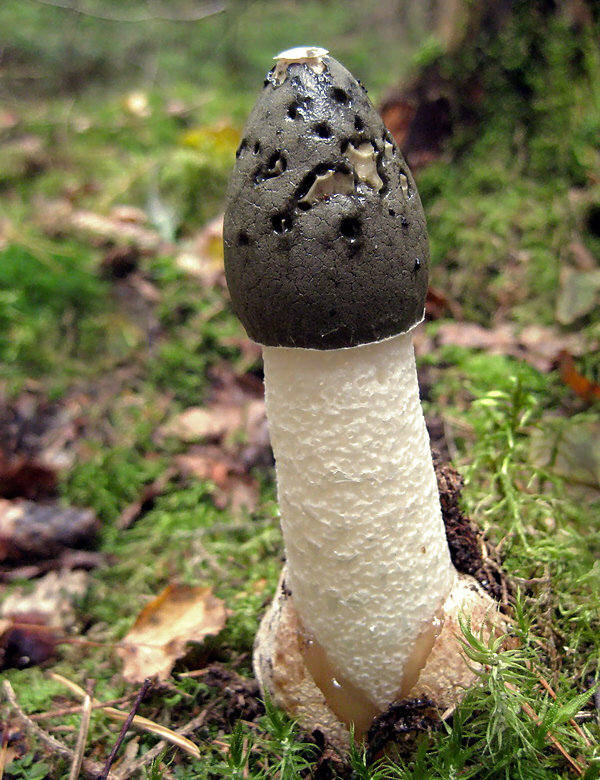
Gemeine Stinkmorchel (Phallus impudicus)

Dimethyldisulfid ist einer der Geruchstoffe von Stinkmorcheln. Es ist als Abbauprodukt von Methional eine der Ursachen des Lichtgeschmacks von Milch. Es kommt als Aromastoff in einer Vielzahl von Lebensmitteln, wie z. B. Kohl- und Lauch-Arten, Wein, Käse und Bier vor. Auch zum Geruch von geröstetem Kaffee trägt es bei.

## Gewinnung und Darstellung
Dimethyldisulfid kann durch Reaktion von Methanthiol mit elementarem Schwefel gewonnen werden.
{\displaystyle {\ce {2 CH3SH + S -> CH3S-SCH3 + H2S}}}
Zusammen mit dem Monosulfid und dem Trisulfid entsteht Dimethyldisulfid z. B. thermisch aus schwefelhaltigen Aminosäuren wie Methionin.

## Eigenschaften
Dimethyldisulfid ist eine brennbare, farblose bis gelbliche Flüssigkeit mit unangenehmem Geruch. Die Geruchsschwelle liegt bei 7–12 ppb.
Die Dämpfe von Dimethyldisulfid können mit Luft ein explosionsfähiges Gemisch (Flammpunkt 10 °C, Zündtemperatur 370 °C) bilden.

## Verwendung
Dimethyldisulfid dient in Ölraffinerien als Sulfidierungsmittel und in der petrochemischen Industrie als Hilfsstoff beim Cracken von Erdöl.
In den USA ersetzt es zunehmend Methylbromid als Begasungsmittel.
Dimethyldisulfid kann auch als Indikator für mikrobielle Kontamination dienen. So gilt die Verbindung neben Dimethylsulfid als Indikator für Schimmelbefall und für Bakterienbefall in Abwasserleitungen.

## Analytik
Die quantitative Bestimmung von Dimethylsulfid erfolgt nach geeigneter Probenvorbereitung durch gaschromatographische Dampfraumanalyse mit einem schwefelsensitiven Detektor (Sulfur Chemiluminescence Detector, SCD).

## Risikobewertung
Dimethyldisulfid wurde 2014 von der EU gemäß der Verordnung (EG) Nr. 1907/2006 (REACH) im Rahmen der Stoffbewertung in den fortlaufenden Aktionsplan der Gemeinschaft (CoRAP) aufgenommen. Hierbei werden die Auswirkungen des Stoffs auf die menschliche Gesundheit bzw. die Umwelt neu bewertet und ggf. Folgemaßnahmen eingeleitet. Ursächlich für die Aufnahme von Dimethyldisulfid waren die Besorgnisse bezüglich Umweltexposition und hoher (aggregierter) Tonnage. Die Neubewertung fand ab 2014 statt und wurde von Deutschland durchgeführt. Anschließend wurde ein Abschlussbericht veröffentlicht.

## Verwandte Verbindungen
- Dimethylsulfid
- Dimethyltrisulfid
- Dimethyltetrasulfid